# لیوبیم کهن
لیوبیم کهن (انگلیسی: Liubym Kohan؛ زادهٔ ۲ ژوئیهٔ ۱۹۷۵) ورزشکار اسکی پرش اهل اوکراین است.

## حرفه
وی همچنین یکی از اسکی‌بازان پرش در بازی‌های المپیک زمستانی ۱۹۹۸ بوده‌است.